# Kozi Grzbiet (skały)
Kozi Grzbiet - (500–550 m n.p.m.) – skały na grzbiecie w Sudetach Zachodnich, w paśmie Karkonoszy.
Granitowe skały na wąskim zalesionym grzbicie w południowo-zachodniej części miasta Karpacz, które do 1945 były pomnikiem przyrody.